# Bitka za Caporetto
Bitka za Caporetto ili Bitka kod Kobarida bila je jedna od važnijih bitaka Prvog svjetskog rata. Talijanska vojska trpjela je ogromne gubitke, velik broj zarobljenih i velik broj oduzete opreme. 

## Uvod
Talijanska vojska uživala je u brojnim uspjesima oko Soče na granici  današnje sjeverne Italije i Slovenije. Međutim, nijedna od tih pobjeda nije bila značajna, a Talijani su stalno trpjeli teške gubitke. Najveća prepreka Talijanima u regiji Soče bila je Austro-Ugarska vojska, i nakon bitke kod Soče, njemački vojni zapovjednici su se zabrinuli da ne izgube svog južnog saveznika i toga da jug Njemačke ne bude pod udarom Italije. Zapovjednik austrougarskih snaga u Soči bio je Arz von Straussenberg. Zatražio je od Njemačke da pošalje još podrške, a njemački zapovjednici su se osjećali obvezatnima to učiniti.
Talijanski zapovjednik Luigi Cadorna nije znao za njemačku podršku austro-ugarskoj vojsci. Nijemci su se odlučili na masovni napad na jug, na grad [[Kobarid|Caporetto]. Caporetto je bio najslabija točka u talijanskoj liniji. Talijani su imali brojniju vojsku u odnosu na njemačke napadače (41 divizija naspram 31) ali oko Caporetta vojska nije bila toliko brojna.

## Bitka
Napad je počeo 24. listopada 1917. Njemački napadači u potpunosti su iznenadili Talijane. Vrhovni zapovjednik njemačke vojske u to vrijeme, Otto von Below, bio je iznenađen napadom kojeg je osobno skroijo. Cadorna je naredio zapovjedniku obrane grada Caporetto da uspostavi obrambenu liniju. Međutim, zapovjednik obrane grada Caporetta, Luigi Capello, odlučio se na protu-napad. Odlučio se na veliku agresiju, što će platiti velikim neuspjehom i ogromnim gubicima.
Do kraja dana, njemački borci u bilizini Caporetta napredovali su 25 kilometara naprijed. Drugi njemački napadi dalje od centra Caporetta bili su manje uspješni, a austro-ugarski napad na južnom krilu ofenzive imao je malo utjecaja u bitci. Međutim, napad na centar Caporetta bacio je cjelokupnu talijansku vojsku na koljena. Talijani su, u pokušaju da se obrane, povlačili vojnike i postavljali ih na druga mjesta obrambene linije u cilju da zaustave druge napade, no time su samo pomagali njemačko-austrougarsko napredovanje.

## Neuspjeh talijanske logistike
Razočaran svojim kontra-napadom, Capello je tražio da se njegove snage povuku. To će odobriti talijanski zapovjednik Cadorna, koji se nadao da će se talijanska vojska povlačenjem uspjeti reorganizirati i pokrenuti napad. No prevario se. Do 30. listopada, talijanska vojska odbačena je do rijeke Tagliamento. Trebalo im je četiri dana da je ponovno pregaze. No, tada, na žalost Nijemaca i Austrougara, postali su žrtve svog vlastitog uspjeha. Njihovo brzo i daleko napredovanje u prostor Italije bio je prebrz i predug, toliko da je linija opskrbe bila previše rastegnuta. Nijemci nisu uspjeli pokrenuti udar na povlačeću talijansku vojsku, i to je Talijanima dalo mogućnost povlačenja do rijeke Piave kod Venecije. U ovoj bitci njemački general-feldmaršal Erwin Rommel, tada niži časnik odlikovan je s Pour le Mériteom zbog zasluga u bitci.

## Ishod
Bitka za Caporetto i naknadno povlačenje, imali su velik utjacaj na talijansku vojsku. Talijani su izgubili 300 000 vojnika, a od tih 300 000 zarobljenih je bilo 270 000 koji su držani kao ratni zarobljenici. Skoro svi topovi su bili zarobljeni od strane Nijemaca i Austrougara. Saveznici su Talijanima poslali 11 divizija u pomoć - šest francuskih i pet britanskih. Savezničke divizije bile su podržane zrakoplovstvom. Ironično, katastrofa kod Caporetta donijela je Talijanima novu Vladu pod vodstvom Orlanda, te je zbližila talijansku naciju. Domoljublje je preplavilo naciju, a postojeća anti-ratovska bojazan je nestala.

## Vanjske poveznice
Sestrinski projekti
|  | Zajednički poslužitelj ima još gradiva o temi Bitka za Caporetto |